# Luka Gagnidze
Luka Gagnidze (en géorgien : ლუკა გაგნიძე;), né le 28 février 2003 à Koutaïssi en Géorgie, est un footballeur international géorgien. Il joue au poste de milieu central au Dynamo Moscou.

## Biographie

### En club
Né à Koutaïssi en Géorgie, Luka Gagnidze est formé par le Dinamo Tbilissi. Il joue son premier match en professionnel le 3 novembre 2020, lors d'une rencontre de championnat face au FC Dila Gori. Il entre en jeu à la place de Anzor Mekvabishvili et son équipe l'emporte par trois buts à zéro.
Le 5 juillet 2021, Luka Gagnidze s'engage en faveur du FK Dynamo Moscou. Le 21 juillet suivant, il est prêté au FK Oural.
Le 25 mars 2022, Gagnidze est prêté jusqu'à la fin de la saison en Pologne, au Raków Częstochowa.
Le 18 février 2025, Luka Gagnidze rejoint le Krylia Sovetov Samara sous la forme d'un prêt jusqu'à la fin de la saison.

### En sélection
Avec les moins de 19 ans il joue un total de cinq matchs, tous en 2021. Il officie comme capitaine à quatre reprises avec cette sélection.
En mars 2023, Luka Gagnidze est convoqué pour la première fois avec l'équipe nationale de Géorgie par le sélectionneur Willy Sagnol. Il honore sa première sélection lors de ce rassemblement, à l'occasion d'un match face à la Mongolie le 25 mars 2023. Il est titularisé et son équipe s'impose par six buts à un. Trois jours plus tard il entre en jeu contre la Norvège, lors d'une rencontre comptant pour les éliminatoires de l'Euro 2024. Les deux équipes se neutralisent ce jour-là (1-1 score final).